# 増水亜由未
増水 亜由未（ますみず あゆみ、1987年5月3日 - ）は、日本のタレントである。
福岡県北九州市出身。
身長160cm、B82・W58・H83。血液型はA型。

## 来歴・人物
- 2007年、太田プロダクションの芸能人女子フットサルチーム「YOTSUYA CLOVERS」に入団。背番号は「8」。

## 出演

### テレビ
- DIVA（2007年3月、テレビ大阪）
- 宇宙一せまい授業!（2008年3月30日、あっ!とおどろく放送局）
- アイドルの穴2010〜日テレジェニックを探せ!（日本テレビ）

### 映画
- ウィニング・パス（2003年）